# Michel Hubaut
Michel Hubaut, né en 1939 à Lille, est un prêtre franciscain, prédicateur, écrivain et conférencier français. Il anime des retraites et sessions spirituelles.

## Biographie
Franciscain, théologien et conférencier, le P. Michel Hubaut, ordonné prêtre en 1969 dans l'ordre des Frères mineurs, a collaboré à des revues comme La Croix ou Prier. Animateur de sessions, de formation et de retraites,, il a publié des livres comme : Les chemins de silence, Ne désespère jamais, Un Monde en quête de sens, Sous la mouvance de l'Esprit, Prier les sacrements et Quel est cet Homme ?.
Dans l'approche de son ouvrage l'écologie franciscaine, avec Jean Bastaire, il présente une préoccupation attentive aux multiples dérèglements qui menacent notre environnement (effet de serre, pluies acides, pollutions, déforestation, oiseaux mazoutés, épuisement des ressources naturelles...). Et quel est peut-être l'apport de la spiritualité franciscaine à la préoccupation écologique de nos contemporains, ?

## Œuvres
- La Vie au-delà de la vie, Desclée de Brouwer, 1994,  (ISBN 2-220-03494-1)
- Le Pardon : Ses dimensions humaines et spirituelle, Desclée de Brouwer, 2007,  (ISBN 2-220-05780-1)
- Michel Hubaut et Jean Bastaire, Approche franciscaine de l'écologie, Paris, Editions Franciscaines, coll. « Découvrir », 2008, 130 p. (ISBN 978-2-85020-226-1)
- Ne désespère jamais, Paris, Desclée de Brouwer, 2008, 208 p. (ISBN 978-2-220-05945-7)
- Du corps mortel au corps de la lumière : Fondements et signification de la Résurrection, Cerf, coll. « Épiphanie », 2009 (ISBN 2-204-08374-7)
- Dan Beaurain-Gaël et Michel Hubaut (préface), François d'Assise, l'insoumis de Dieu, Édit. Fidélité, 2012,  (ISBN 2-87356-533-0)
- Chemins d'intériorité avec saint François, Édit. Franciscaine, 2012,  (ISBN 2-85020-278-9)
- Un monde en quête de sens, Cerf, coll. « Épiphanie », 2013 (ISBN 2-204-09988-0)
- Quel est cet homme ?, Paris, Salvator, coll. « Bible en main », 2014, 327 p. (ISBN 978-2-7067-1156-5)